# Rainier de Borbó-Dues Sicílies
Rainier de Borbó-Dues Sicílies, príncep de les Dues Sicílies (Canes, 1883 - La Combe, 1973). Príncep de les Dues Sicílies amb el tractament d'altesa reial inherent als prínceps d'aquesta casa. Des de l'any 1960 és el cap de la Casa de les Dues Sicílies segons els partidaris de la defensa de la validesa de la renúncia de Carles de Borbó-Dues Sicílies.
Nascut a Canes el dia 3 de desembre de 1883 essent fill del príncep Alfons de Borbó-Dues Sicílies i de la princesa Maria Antonieta de Borbó-Dues Sicílies. Per via paterna era net del rei Ferran II de les Dues Sicílies i de l'arxiduquessa Maria Teresa d'Àustria, mentre que per via materna era neta del príncep Francesc de Borbó-Dues Sicílies i de l'arxiduquessa Maria Isabel d'Àustria-Toscana.
Casat el 12 de setembre de 1923 amb l'aristòcrata polonesa, comtessa Karoline Zamoyska, la parella tingué:
- SAR la princesa Maria del Carme de Borbó-Dues Sicílies, nada a Podzamcze el 1924.

- SAR el príncep Ferran de Borbó-Dues Sicílies, nat a Podzamcze el 1926. Es casà el 1949 a Giez amb l'aristòcrata francesa Chantal de Chevron-Villete.

Segons les lleis internes de primogenitura de la Casa Reial de les Dues Sicílies aquella persona que contragui matrimoni amb una persona no pertanyent al seu rang perd els drets dinàstics. Arran del seu matrimoni amb una comtessa polonesa l'any 1923 el príncep Rainier perdé els seus drets dinàstics al tron de les Dues Sicílies.
Malgrat aquest fet, l'any 1960 morí sense descendència el príncep Ferran de Borbó-Dues Sicílies. A partir d'aquest moment s'inicià un debat successori que enfrontà d'una banda el príncep Rainier i els seus descendents i de l'altre el seu nebot, l'infant Alfons de Borbó-Dues Sicílies.
Els partidaris d'Alfons, entre els quals s'hi trobava el comte de Barcelona, defensaven la seva candidatura en base el matrimoni morganàtic del príncep Rainier. I els partidaris del príncep Rainier defensaven la candidatura en base la renúncia emesa l'any 1900 per part del príncep Carles de Borbó-Dues Sicílies, pare d'Alfons, en casar-se amb la princesa d'Astúries per ell i els seus descendents al tron de les Dues Sicílies.
La divisió de la Casa Reial de les Dues Sicílies fou total i encara avui els descendents d'Alfons, l'infant Carles de Borbó-Dues Sicílies, i de Rainier, el príncep Ferran de Borbó-Dues Sicílies, mantenen la lluita per la capitania de la Casa Reial de les Dues Sicílies.
Membre de l'exèrcit reial espanyol durant el regnat del rei Alfons XIII d'Espanya, durant tota la seva vida fou un destecat filantrop que ajuda intensament a diverses associacions de caràcter benèfic. L'any 1962 presidí l'acte de trasllat de les tombes de la Família Reial de les Dues Sicílies a l'Església de Santa Chiara a Nàpols.
L'any 1966 cedí totes les seves funcions pràctiques al seu fill, el príncep Ferran de Borbó-Dues Sicílies. Pocs anys després, l'any 1973, als 89 anys, morí a la seva residència francesa, el castell de Saint-Sauver.